# Необыкновенное путешествие к центру земли
«Необыкновенное путешествие к центру земли» (англ. At the Earth's Core) — фантастический художественный фильм 1976 года, поставленный режиссёром Кевином Коннором по мотивам романа Эдгара Райса Берроуза «В центре Земли» из цикла о Пеллюсидаре. Премьера фильма состоялась 30 июня 1976 года.

## Сюжет
Начало XX века. Научный гений доктор Абнер Перри, для того чтобы исследовать центр Земли, изобретает и воплощает в жизнь так называемую бурящую машину. Проект финансирует Дэвид Иннес — богатый американский инженер и бывший студент Перри. Вместе эти два энтузиаста и составят команду по исследованию ядра планеты. После удачного старта в Уэльсе, бурение приводит экипаж к центру Земли, но во время своего путешествия Перри и Иннес теряют сознание. Очнувшись, они оказываются в диком доисторическом мире, где обитают странные гигантские ящеры, люди — это рабы, а главные в этом мире — обезьяноподобные воины Саготы, поклоняющиеся Махарам — летающим рептилиям, обладающим телепатией. Попав в плен, Дэвид влюбляется в прекрасную девушку принцессу Дию и, как заправский Спартак, организует мятеж, чтобы свергнуть своих рабовладельцев.
Заканчивается путешествие тем, что корабль-бур появляется на поверхности Земли непосредственно на лужайке перед Белым Домом.

## В ролях
- Даг Макклюр — Дэвид Иннес
- Питер Кашинг — доктор Абнер Перри
- Каролин Мунро — принцесса Диа
- Си Грант — Ра
- Годфри Джеймс — Гак
- Шон Линч — Хуях
- Кейт Баррон — Доусетт
- Хелен Гилл — Мэйзи
- Энтони Вернер — Гэдсби
- Роберт Гиллеспи — фотограф
- Майкл Крэйн — Джубал

## Производство
Съёмки фильма проходили с 26 января по 12 апреля 1976 года на лондонской киностудии Pinewood Studios.

## Оценки
На сайте-агрегаторе Rotten Tomatoes фильм получил 33 % одобрительных отзывов на основе 9 рецензий кинокритиков.